# Heliophanus butemboensis
Heliophanus butemboensis là một loài nhện trong họ Salticidae.
Loài này thuộc chi Heliophanus. Heliophanus butemboensis được Wanda Wesołowska miêu tả năm 1986.